# オーケストラル・ポップ
- オーケストラル・ポップ
- オーケストラ・ポップ

オーケストラル・ポップ（英: orchestral pop）は、交響楽団によって編曲・演奏されるポップ・ミュージックである。

## 歴史
1960年代、アメリカやイギリスの映画、ラジオ番組でのポップ・ミュージックは、洗練されたティン・パン・アレーから、より風変わりな曲作りへと移行し、リバーブをかけたロック・ギター、交響曲のストリングス、適切に編曲及びリハーサルが行なわれたスタジオ・ミュージシャンのグループが演奏する管楽器が取り入れられた。ジョージ・マーティンがビートルズの楽曲のストリングスの編曲を手がけ、ジョン・バリーが『ジェームズ・ボンド』の映画シリーズの音楽を手がけるなど、多くのポップ・ミュージックの編曲者や音楽プロデューサーが、手がけたアーティストの作品にオーケストラル・ポップを取り入れた。1960年代にはビートルズが発表した楽曲「イエスタデイ」でオーケストラの演奏が取り入れられるなど、数多くのオーケストラ・セッションが行なわれた。中には、ボストン・ポップス・オーケストラをはじめとした主にポピュラー音楽の演奏することを目的に結成された交響楽団も存在している。
音楽ジャーナリストのクリス・ニクソンは、「1966年のオーケストラル・ポップの肝」は「くだらないイージーリスニングではなく、挑戦的なもの」と定義している。スピン誌は、バート・バカラックとザ・ビーチ・ボーイズのブライアン・ウィルソンを「オーケストラル・ポップの“神”」としている。一方、ニクソンはアメリカの歌手、スコット・ウォーカーを「オーケストラル・ポップの“頂点”」とし、「最も活躍した1967年から1970年にかけて、彼はビートルズと肩を並べるほどの革命的な作品たちを生み出した。マンシーニやバカラックのアイデアを論理的に発展させ、オーケストラル・ポップの概念を本質的に再定義させた」と説明している。
1990年代には、オーク・ポップ（英: Ork-pop）と名づけられたオーケストラル・ポップに由来したムーブメントが発生した。

## 主なアーティスト
※出典（特記を除く）
- バート・バカラック[7]
- ボストン・ポップス・オーケストラ
- ファンファーロ（英語版）[11]
- ロンドン交響楽団
- ブライアン・ウィルソン[7]
- スコット・ウォーカー[8]